# Кубок швейцарської ліги з футболу 1977—1978
Кубок швейцарської ліги з футболу 1977-78 — 6-й розіграш Кубка ліги у Швейцарії. Переможцем вперше став Санкт-Галлен.

## Календар
| Раунд       | Дата                        | Матчі | Клуби   |
| ----------- | --------------------------- | ----- | ------- |
| 1/16 фіналу | 6-17 серпня 1977            | 16    | 32 → 16 |
| 1/8 фіналу  | 11-12 лютого 1978           | 8     | 16 → 8  |
| 1/4 фіналу  | 12 березня - 25 квітня 1978 | 4     | 8 → 4   |
| 1/2 фіналу  | 9 травня 1978               | 2     | 4 → 2   |
| Фінал       | 15 серпня 1978              | 1     | 2 → 1   |

## 1/16 фіналу
| Команда 1              | Рахунок      | Команда 2           |
| ---------------------- | ------------ | ------------------- |
| 6 серпня 1977          |              |                     |
| Аарау (2)              | 0:1          | Ла Шо-де-Фон (2)    |
| Крієнс (2)             | 0:2          | Янг Фелловз Ювентус |
| Цюрих                  | 9:0          | Беллінцона (2)      |
| Ксамакс                | 5:0          | Гренхен (2)         |
| Фрібур (2)             | 1:4          | Бюль (2)            |
| Нордштерн (Базель) (2) | 2:1          | Люцерн (2)          |
| Веттінген (2)          | 0:3          | Базель              |
| Ньйон (2)              | 0:9          | Сьйон               |
| Веве Спортс (2)        | 1:1 пен. 5:6 | Етуаль (Каруж)      |
| Янг Бойз               | 1:0          | Серветт             |
| Кур 97 (2)             | 1:3          | Вінтертур (2)       |
| Госсау (2)             | 1:3          | К'яссо (2)          |
| Фрауенфельд (2)        | 0:7          | Грассгоппер         |
| Лугано (2)             | 0:2          | Санкт-Галлен        |
| Лозанна                | 3:1          | Шенуа               |
| 17 серпня 1977         |              |                     |
| Біль-Б'єнн (2)         | 6:1          | Аурор (Біль) (2)    |

## 1/8 фіналу
| Команда 1              | Рахунок      | Команда 2           |
| ---------------------- | ------------ | ------------------- |
| 11 лютого 1978         |              |                     |
| Ксамакс                | 1:2          | Ла Шо-де-Фон (2)    |
| Базель                 | 2:1 дч       | К'яссо (2)          |
| Вінтертур (2)          | 1:1 пен. 9:6 | Санкт-Галлен        |
| Біль-Б'єнн (2)         | 0:6          | Лозанна             |
| 12 лютого 1978         |              |                     |
| Етуаль (Каруж)         | 0:1          | Сьйон               |
| Нордштерн (Базель) (2) | 0:2          | Грассгоппер         |
| Цюрих                  | 3:0          | Янг Фелловз Ювентус |
| Янг Бойз               | 3:0          | Бюль (2)            |

## 1/4 фіналу
| Команда 1       | Рахунок | Команда 2        |
| --------------- | ------- | ---------------- |
| 12 березня 1978 |         |                  |
| Лозанна         | 0:6     | Цюрих            |
| 27 березня 1978 |         |                  |
| Сьйон           | 1:2 дч  | Санкт-Галлен     |
| 11 квітня 1978  |         |                  |
| Базель          | 4:3 дч  | Янг Бойз         |
| 25 квітня 1978  |         |                  |
| Грассгоппер     | 8:0     | Ла Шо-де-Фон (2) |

## 1/2 фіналу
| Команда 1     | Рахунок      | Команда 2    |
| ------------- | ------------ | ------------ |
| 9 травня 1978 |              |              |
| Базель        | 1:1 пен. 4:5 | Санкт-Галлен |
| Грассгоппер   | 5:1          | Цюрих        |

## Фінал
| 15 серпня 1978 |

| Санкт-Галлен                 | 3:2      | Грассгоппер           |
| ---------------------------- | -------- | --------------------- |
| Лабхарт 6', 30' Р.Мюллер 80' | Протокол | Нафцгер 19' Верлі 61' |

| Шютценвізе, Вінтертур Глядачів: 3 500 Арбітр: Бруно Делла Бруна |